# Ondraszek

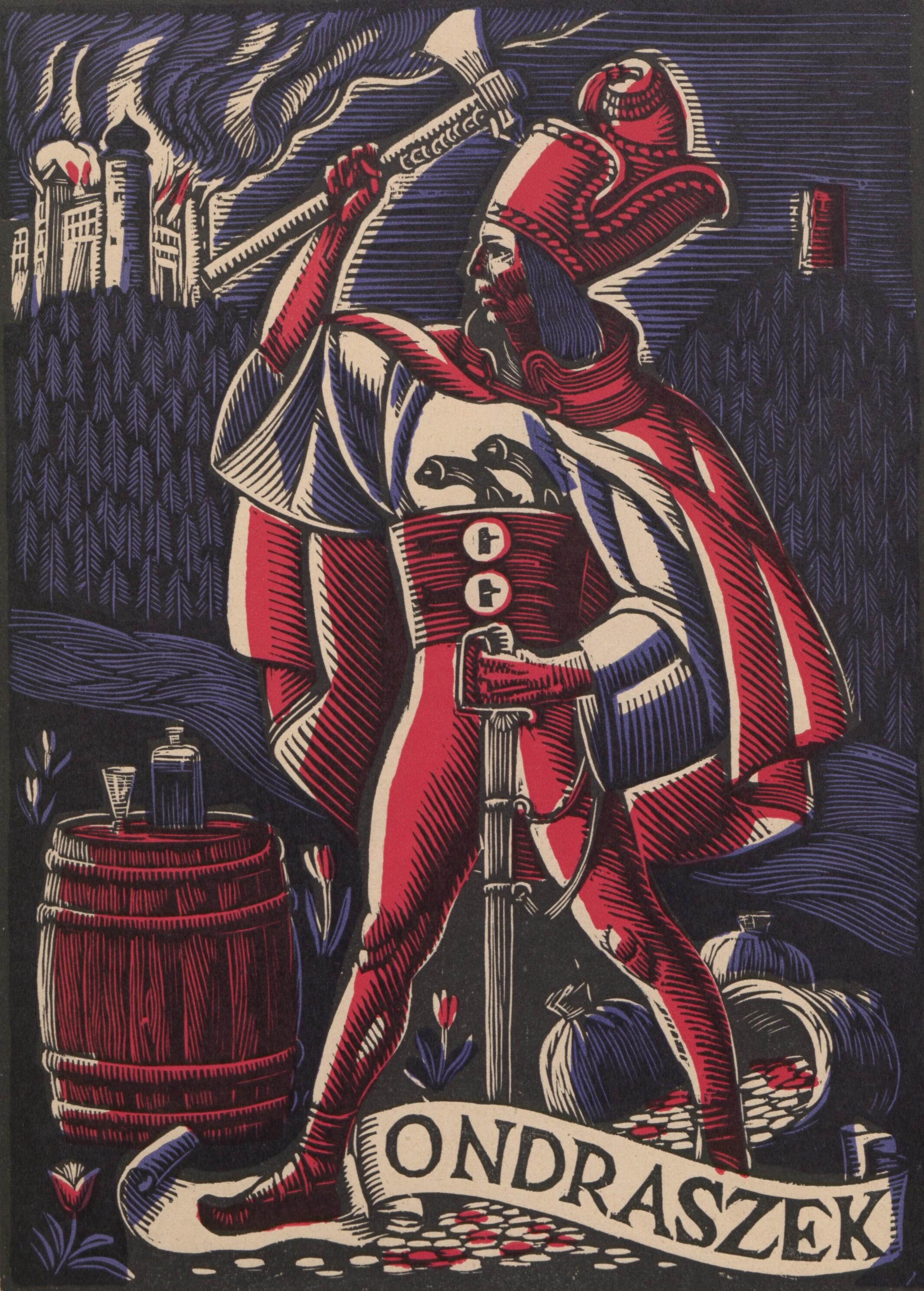
Władysław Skoczylas – Ondraszek

Ondraszek, Ondra albo Ondráš z Janovic(właściwie: cz. Ondřej Fuciman, pol. Andrzej Fuciman, w literaturze często błędnie jako Andrzej Szebesta; ur. 1680 w Janowicach koło Frydka, ochrzczony 13 listopada 1680; zm. 1 kwietnia 1715 w Świadnowie) – postać autentyczna, legendarny beskidnik (zbójnik) z gór Beskidu Morawsko-Śląskiego.

## Życiorys
Był najstarszym synem wójta janowickiego Andrzeja i jego żony Doroty. Jego rodzicami chrzestnymi byli Jura Korbas i Ewa Czarbol. Andrzej miał ośmioro młodszego rodzeństwa: Jana (1682), Kubę (1684), Dorę (1686), Annę (1688), Jurę (1695) i Katarzynę (1699) oraz pochodzących z drugiego małżeństwa ojca z Zuzanną, wdową po Jerzym Walki: Tomka (1711) i Mariannę (1713).
Według ludowej tradycji i literatury miał się uczyć w gimnazjum łacińskim w Przyborze, jednak nie potwierdzają tego spisy uczniów.
Nie wiadomo, kiedy rozpoczął działalność zbójecką. Badacze sądzą, że stało się to najpóźniej w 1709 roku, gdyż w tym roku wójtem Janowic został Jan, młodszy brat Ondraszka, tymczasem według zwyczaju urząd ten przypadał pierworodnemu. Sądzi się, że Ondraszek nie został wójtem, gdyż w tym czasie już uprawiał zbójecki proceder.
Przez kilka lat uprawiał zbójnictwo w okolicach Łysej Góry na pograniczu Śląska Cieszyńskiego i Moraw. Został zamordowany 1 kwietnia 1715 r. w świadnowskiej karczmie obuchem ciupagi przez członka swej własnej bandy, Juraszka, dla zgarnięcia wyznaczonej przez władców frydeckiego państwa stanowego za „głowę“ Ondraszka nagrody stu florenów. Zwłoki Ondry zostały następnie, dla odstraszenia ewentualnych naśladowców, poćwiartowane na rynku we Frydku. Zabójca Ondraszka, Juraszek, po udaniu się do Cieszyna w celu odebrania nagrody, został tam złapany i wrzucony do zamkowych lochów, a później torturowany przez łamanie kości, wskutek czego zmarł. Mimo to często obierany szlak handlowy dalej przyciągał żądnych sławy Ondraszka następców, jak: Klimczok i Proćpok.

## Inspiracja
Ondraszek przetrwał w ludowych przekazach jako obrońca chłopów i wróg wielmoży, dlatego jest przedmiotem wielu ludowych podań, legend i pieśni, a najsłynniejszą z nich jest pieśń o zbójniku z repertuaru Zespołu Pieśni i Tańca „Śląsk”. Jego postać stała się inspiracją dla pseudonimu literackiego śląskiego pisarza i twórcy literackiego języka laskiego „Ondry Łysohorsky’ego” (Erwina Goja).
Tytułowany bohater powieści: Františka Slámy, wydanej w 1891 roku, Józefa Zaleskiego, opublikowanej w latach 1913–1914 na łamach Dziennika Cieszyńskiego, Adolfa Fierli, wydanej w 1931 roku, i Gustawa Morcinka, wydanej w 1953 roku.
Ondraszek był też bohaterem utworów ks. Emanuela Grima: poematu Ondraszek i Ondraszkowe wesele. Często występuje w wierszach Petra Bezruča, stał się też głównym bohaterem książki Zofii Kossak.
Jego imię nosi oficjalny zespół ludowy pieśni i tańca Armii Republiki Czeskiej, jak i pociąg IC spółki PKP Intercity relacji: Bielsko-Biała Główna – Warszawa Wschodnia oraz dom studencki Politechniki Śląskiej w Gliwicach.